# Кубок России по мини-футболу среди женщин
Кубок России по мини-футболу среди женских команд — соревнование, проводящееся с сезона 2008/09 под эгидой Ассоциации мини-футбола России (с сезона 2024/25 Российского футбольного союза). В 1993—2008 годах турниры на Кубок России среди женщин проводились Ассоциацией женского мини-футбола России. За 17 первых турниров на Кубок России в них приняло участие 54 женских коллектива от Калининграда («БалтЮния») до Петропавловска-Камчатского («Сигма»). В двух первых турнирах участвовали клубы Украины («Легмаш» Полтава) и Казахстана («Динамо» Алматы, «Олимп-Гея» Караганда), боровшиеся за Межнациональный Кубок. Самый крупный счёт был зафиксирован в розыгрыше Кубка 2002 года. В городе Аша Челябинской области санкт-петербургская «Нева» обыграла «Олимпию» из посёлка Боровской, Тюменской области 37:0.
Наибольшее число титулов - у петербургской «Авроры» и «Лагуны-УОР» (Пензенская область) —  обе команды 8 раз побеждали в кубковом финале. Действующим обладателем трофея является «Норманочка» из Нижнего Новгорода.

## Победители
| Год     | Победитель                              | Счёт                      | Финалист                                |
| ------- | --------------------------------------- | ------------------------- | --------------------------------------- |
| 1993    | Контур-Юниор (Волгоград)                | 1:1 (9:8 пен.)            | Спорт-исток (Фрязино)                   |
| 1994    | Балтика (Санкт-Петербург)               | 3:1                       | Контур-Юниор (Волгоград)                |
| 1995    | Аврора (Санкт-Петербург)                | 2:0                       | Балтика (Санкт-Петербург)               |
| 1996    | Аврора (Санкт-Петербург)                | финальный круговой турнир |                                         |
| 1997    | Снежана (Люберцы)                       | 5:3                       | Чертаново (Москва)                      |
| 1998    | Аврора (Санкт-Петербург)                | 2:1                       | Чертаново (Москва)                      |
| 1999    | Локомотив (Волгоград)                   | 0:0, доп. вр. 1:0         | Аврора (Санкт-Петербург)                |
| 2000    | Аврора (Санкт-Петербург)                | 2:1                       | Локомотив (Волгоград)                   |
| 2001    | Рокада (Волгоград)                      | 5:2                       | Снежана (Люберцы)                       |
| 2002    | Рокада (Волгоград)                      | 5:2                       | Снежана (Люберцы)                       |
| 2003    | Чертаново (Москва)                      | финальный круговой турнир |                                         |
| 2004/05 | Чертаново (Москва)                      | финальный круговой турнир |                                         |
| 2005/06 | Снежана-Котельники (Московская область) | 5:4                       | Чертаново (Москва)                      |
| 2006/07 | Виктория (Нижегородская область)        | 3:1                       | Лагуна-УОР (Пенза)                      |
| 2007/08 | Виктория (Нижегородская область)        | финальный круговой турнир |                                         |
| 2008/09 | Лагуна-УОР (Пенза)                      | 4:4, доп. вр 1:0          | Виктория (Нижегородская область)        |
| 2009/10 | Аврора (Санкт-Петербург)                | 1:0                       | Лагуна-УОР (Пенза)                      |
| 2010/11 | Лагуна-УОР (Пенза)                      | 7:1                       | Аврора (Санкт-Петербург)                |
| 2011/12 | Лагуна-УОР (Пенза)                      | 2:1                       | Аврора (Санкт-Петербург)                |
| 2012/13 | Лагуна-УОР (Пенза)                      | 3:1                       | Аврора (Санкт-Петербург)                |
| 2013/14 | Лагуна-УОР (Пенза)                      | 5:0                       | Снежана-Котельники (Московская область) |
| 2014/15 | Лагуна-УОР (Пенза)                      | 7:1                       | Торпедо-МАМИ (Москва)                   |
| 2015/16 | Аврора (Санкт-Петербург)                | 4:2                       | Торпедо-МАМИ (Москва)                   |
| 2016/17 | Снежана-Котельники (Московская область) | 1:0                       | Аврора (Санкт-Петербург)                |
| 2017/18 | Аврора (Санкт-Петербург)                | 6:0                       | ЗапСибКолледж (Тюмень)                  |
| 2018/19 | Лагуна-УОР (Пенза)                      | 1:1, доп.вр 1:0           | Аврора (Санкт-Петербург)                |
| 2019/20 | Аврора (Санкт-Петербург)                | 3:0                       | Лагуна-УОР (Пенза)                      |
| 2020/21 | Лагуна-УОР (Пенза)                      | 2:0                       | Аврора (Санкт-Петербург)                |
| 2021/22 | Норманочка (Нижегородская область)      | 5:0                       | ВИЗ-Синара (Екатеринбург)               |
| 2022/23 | Норманочка (Нижегородская область)      | 3:0                       | МосПолитех (Москва)                     |
| 2023/24 | Кристалл (Санкт-Петербург)              | 2:1                       | Лагуна-УОР (Пенза)                      |
| 2024/25 | Норманочка (Нижегородская область)      | 3:2                       | Аврора (Санкт-Петербург)                |

### Итого
- «Лагуна-УОР» (Пенза) (8): 2008/09, 2010/11, 2011/12, 2012/13, 2013/14, 2014/15, 2018/19, 2020/21
- «Аврора» (Санкт-Петербург) (8): 1995, 1996, 1998, 2000, 2009/10, 2015/16, 2017/18, 2019/20
- «Контур-Юниор»/«Локомотив»/«Рокада» (Волгоград) (4): 1993, 1999, 2001, 2002
- «Норманочка» (Нижегородская область) (3): 2021/22, 2022/23, 2024/25
- «Снежана» (Люберцы)/«Снежана-Котельники» (3): 1997, 2005/06, 2016/17
- «Виктория» (Нижегородская область) (2): 2006/07, 2007/08
- «Чертаново» (Москва) (2): 2003, 2004/05
- «Балтика» (Санкт-Петербург) (1): 1994
- «Кристалл» (Санкт-Петербург) (1): 2023/2024